# 691. grenadirski polk (Wehrmacht)
691. grenadirski polk (izvirno nemško 691. Grenadier-Regiment; kratica 691. GR) je bil pehotni polk Heera v času druge svetovne vojne.

## Zgodovina
Polk je bil ustanovljen 15. oktobra 1942 in dodeljen 339. pehotni diviziji. Razpuščen je bil 3. novembra 1943.
27. julija 1944 so pričeli z ustanavljanjem polka za potrebe 183. pehotne divizije, a ni bil nikoli dokončno ustanovljen.